# Geb (mythologie)
Geb (Seb, Keb) is in de Egyptische mythologie de god van de aarde. Volgens het scheppingsverhaal was hij de zoon van de luchtgod Sjoe en de watergodin Tefnut.
Zijn zuster Noet de hemelgodin lag in zijn armen zolang het donker was en zo kregen zij kinderen Osiris, Isis, Seth en Nephthys. Hij behoorde tot de Enneade van Heliopolis
Hij was ook een vruchtbaarheidsgod en wordt meestal groen afgebeeld en in een menselijk lichaam met een fallus. Soms droeg hij de rode kroon, maar meestal had hij een gans op zijn hoofd. Vaak zie je hem liggend onder zijn zuster Noet. Aardbevingen worden ook aan hem toegeschreven als het 'gelach van Geb'.
Geb ving de dode zielen van slechte mensen, zodat ze het hiernamaals niet in konden.
Met Noet was hij de vader van Osiris, Isis, Seth en Nephthys. Met Renenutet was hij de vader van Nehebkau.